# Nemesia simoni
Nemesia simoni is een spinnensoort in de taxonomische indeling van de bruine klapdeurspinnen (Nemesiidae).
Nemesia simoni werd in 1874 beschreven door O. P.-Cambridge.